# ایستگاه لنزداون (تورنتو)
ایستگاه لَنزداون (انگلیسی: Lansdowne station) یک ایستگاه مترو در خط ۲ بلور–دانفورث در تورنتو، انتاریو، کانادا است.